# Karl Algot Jahnsson
Karl Algot Jahnsson, född 26 mars 1883 i Stockholm, död där 29 april 1957, var en svensk juvelerare. Han var son till generalkonsul Jean Jahnsson och Augusta Boström.
Jahnsson gick i guldsmedslära 1897, praktiserade som guldsmedsarbetare i Paris 1900, i London 1903, var verkmästare hos Carl Gustav Hallberg i Stockholm 1904, disponent där 1905–1926 samt kassadirektör och verkställande direktör 1928–1936. Han bedrev konststudier i Schweiz, Italien, Egypten och Frankrike 1919–1923.
Jahnsson var expert för utlämning av svenska kronjuvelerna 1908–1909, styrelseledamot i Stockholmsutställningen 1930, sekreterare i Svenska numismatiska föreningen 1927–1934 samt kassaförvaltare och medlem av verkställande utskottet i Sveriges juvelerare- och guldsmedsförbund 1925. Han författade skrifter inom guldsmedskonst.
Karl Algot Jahnsson var gift första gången 1911 med Gertrud Stenfelt, död 1917, andra gången 1921–1931 med Margareta Grönkvist (i detta äktenskap far till bland andra Ove Blidberg) och tredje gången 1941 med Nellie Malmberg (frånskild 16 maj 1952).
Jahnsson är begravd på Norra begravningsplatsen utanför Stockholm.